# Albano Vercellese
Albano Vercellese es una localidad y municipio italiano de la provincia de Vercelli, región de Piamonte, con 339 habitantes.

## Evolución demográfica
| Gráfica de evolución demográfica de Albano Vercellese entre 1861 y 2001 |
|                                                                         |
| Fuente ISTAT - elaboración gráfica de Wikipedia                         |